# Глаза ангела (фильм, 2001)
«Глаза ангела» — кинофильм 2001 года.

## Сюжет
Шерон, девушка-полицейский, преследуя ночью подозреваемого, совершает ошибку, и преступник, завладев её пистолетом, стреляет в неё. Две пули останавливает бронежилет Шерон, преступник уже собирается добить её, но его обезоруживает Кэтч, человек, бродящий по городу и помогающий людям, попавшим в беду. Шерон и Кэтч начинают встречаться, но не рассказывают друг другу о своём прошлом.
Однажды вечером они идут перекусить в клуб, где играет блюзовая группа. Кэтч замечает лежащую на сцене трубу и, подняв её, начинает играть. Когда он заканчивает мелодию, все аплодируют его мастерству. Появляется владелец клуба и спрашивает Кетча, где тот так долго пропадал, называя его Стивом Ламбертом, но Кетч говорит ему, что не понимает, о ком идёт речь.
Придя на работу, Шерон ищет Стива Ламберта в полицейских файлах и обнаруживает, что некоторое время назад тот попал в автокатастрофу, в которой погибли его жена и ребёнок, а сам он чудом выжил. Шерон вспоминает эту аварию, вспоминает Стива-Кэтча, которого она держала за руку, пока не подоспела скорая помощь. Она понимает, что эта трагедия повредила рассудок Стива, превратив его в Кэтча, не помнящего своего прошлого. Желая помочь Стиву вспомнить себя, Шерон ведёт его на кладбище к могиле жены и ребёнка. Кэтч расстраивается и убегает...
Но через некоторое время Стив сам приходит на кладбище и вспоминает своё прошлое. Он возвращается к Шерон и, в свою очередь, помогает справиться девушке с её прошлым...

## В ролях
| Актёр            | Роль                  |
| ---------------- | --------------------- |
| Дженнифер Лопес  | Шэрон Поге            |
| Джеймс Кэвизел   | Стивен «Кэтч» Ламберт |
| Джереми Систо    | Ларри Пог             |
| Терренс Ховард   | Робби                 |
| Соня Брага       | Джозефин Поге         |
| Виктор Арго      | Карл Поге             |
| Монит Мазур      | Кати Поге             |
| Ширли Найт       | Эланора Дэвис         |
| Дэниэл Магдер    | Ларри Поге (мл)       |
| Гилейн Сент-Ондж | Энни Ламберт          |

## Награды и номинации

### Награды
- 2003 — ASCAP Music Awards
  - Лучшая песня из кинофильма (Тодд Керни, Захари Лайл)

### Номинации
- 2002 — ALMA Awards
  - Лучшая актриса (Дженнифер Лопес)
  - Лучший режиссёр (Луис Мандоки)
- 2002 — «Золотая малина»
  - Худшая актриса (Дженнифер Лопес)